# Рижская телебашня
Рижская телеба́шня (латыш. Rīgas radio un televīzijas tornis) — теле- и радиовещательная башня в Риге (Латвия), построенная в период с 1979 по 1986. Высота телебашни составляет 368,5 метров, что делает её самым высоким сооружением в Прибалтике, четвёртым по высоте в Европе (после Останкинской телебашни, Лахта-центра и Киевской телебашни) и 44-м в мире (на 2011 год).
На высоте 97 м расположена обзорная площадка, с которой при хорошей погоде можно видеть всю Ригу с пригородами и Рижский залив. Башня построена на острове Закюсала («Заячий остров») посреди реки Даугава (Западная Двина) на высоте 7 м над уровнем моря. Опоры фундамента углубляются в землю на 27 м, упираясь в доломитовый слой. Сама башня внешне представляет собой конструкцию из трёх «ног» (опор главной конструкции) и шпиля. В двух «ногах» имеются скоростные лифты, поднимающие на высоту 97 метров за 52 секунды, а в третьей — резервная лестница и кабели, идущие из административного здания к передатчикам.
Башня проектировалась с расчётом на скорость ветра до 44 м/c.
У главного входа установлен памятный камень «Спутник» (работа Кристапа Гулбиса, 1987 год).
5 мая 2019 года башню закрыли для туристов. Это связано с её реконструкцией, которая продлится 5 лет.

## История
Рижская радиотелевизионная станция на Закюсале начала работу в 1986 году. Первые документальные свидетельства о необходимости строительства новой Рижской радиотелевизионной станции можно найти в постановлении Совета Министров Латвийской ССР от 30 июля 1967 года. Уже в то время стало ясно, что старая станция, которая находилась в бывшем Елгавском театре в Агенскалнсе, исчерпала свои возможности и не может развиваться дальше. В техническом обосновании необходимости строительства новой башни были выдвинуты следующие задачи — необходимость увеличения числа передаваемых радио- и телевизионных программ с двух до четырёх, значительное увеличение зоны вещания, улучшение качества радио- и телевизионного вещания и обеспечение специальных видов связи (государственного значения, военных, гражданской обороны и т. п.).
Первоначальный план предполагал завершить строительство башни в сравнительно короткий период времени — до 1985 года.
Но уже в 1984 году стало ясно, что в следующем году завершить строительство не удастся. Тогда было решено, что строительство необходимо разделить на два этапа, первый сдать в 1985 году, а второй отодвинуть на более длительный срок, чтобы можно было завершить все строительные работы. В завершение первого этапа было запланировано сдать часть помещений в здании, часть этажей в башне, часть антенн и установить один передатчик. В фактически незаконченном зале был смонтирован передатчик фирмы Tesla, который 28 декабря 1985 года начал передавать первые экспериментальные передачи по 28 каналу. Несмотря на то, что строительные работы продолжались, план был выполнен.
Регулярно по 30 каналу передатчик стал вести передачи с января 1986 года. Строительство и монтаж продолжались до 1989 года и в совокупности все работы продолжались десять лет.
В настоящее время радиотелевизионная станция многократно превысила первоначально выдвинутые цели — значительно увеличить зоны вещания, улучшить качество радио и телевизионного вещания.

## Значение
Современный силуэт Риги невозможно представить без радио- и телевизионной башни на острове Закюсала, которая от иных схожих по типу башен отличается индивидуальностью и выразительностью. Однако башня — это не только строение, символизирующее Ригу, но и техническое сооружение, которое должно осуществлять определенные функции — трансляцию радиостанций, вещание телевизионных каналов, обеспечение услуг электронной связи различного назначения.
Башня высотой 368,5 м — в настоящий момент самая высокая в Европейском союзе — всегда была особой заботой Латвийского государственного радио- и телевизионного центра. И это понятно, если учесть, что башня обеспечивает радио- и телепередачами более половины жителей Латвии.
Рижская радио- и телевизионная башня или Башня Закюсалы, или Телевизионная башня, как её называют в народе, вместе с техническим зданием, которое находится у подножия башни и в котором расположены передатчики и разное техническое вспомогательное оборудование, входит в состав Рижской радиотелевизионной станции. Башня предназначена для установки антенн. Чем выше подняты антенны, тем на большем расстоянии можно принимать передачи.
Рижскую радиотелевизионную станцию с другими, имеющимися в Латвии, соединяют микроволновые радиорелейные линии, образуя специализированную телекоммуникационную сеть, которая обеспечивает возможность приема радио и телевизионного сигнала на 96 % территории Латвии.

Памятный камень «Спутник»

Два лифта, расположенные в «ногах» башни — наклонные рельсовые, поднимаются со скоростью 2,31 м/с (8,32 км/ч).
Один лифт, соединяющий смотровую площадку с технологическими этажами, — обычный.